# Jacques Pépin
Jacques Pépin (18 tháng 12 năm 1935 -) là một đầu bếp (chef) người Pháp nổi tiếng hiện đang hành nghề tại Hoa Kỳ.
Pépin sinh tại Bourg-en-Bresse (gần Lyon) và bắt đầu nghề nấu ăn của mình vào năm 12 tuổi tại nhà hàng của gia đình, nhà hàng Le Pelican. Pépin dọn đi Paris để học với đầu bếp Lucien Diat của Plaza Athénée. Sau đó, ông đã trở thành đầu bếp riêng cho Tổng thống Pháp Charles de Gaulle và hai Thủ tướng Pháp. Khi ông di cư sang Mỹ vào năm 1959, ông đã từ chối lời mời làm bếp trưởng tại Nhà Trắng để nhận chức giám đốc về nghiên cứu và phát triển cho tập đoàn khách sạn Howard Johnson's, và đã giữ chức đó trong 10 năm. Năm 1970, ông tốt nghiệp Đại học Columbia và hai năm sau ông nhận bằng thạc sĩ (Master of Arts) của Columbia về thi văn Pháp trong thế kỷ 18.
Pépin có nhiều chương trình truyền hình về nấu ăn, đặc biệt nhất là các chương trình cùng với bếp trưởng Julia Child. Các chương trình đó đã mang về cho Julia Child và ông giải Emmy vào năm 2001. Pépin cũng có một chương trình nấu ăn cùng với con gái Claudine mang tên Cooking with Claudine (Claudine Pépin cũng là vợ của đầu bếp Rolland Wesen). Jacques Pépin viết thường xuyên cho tạp chí Food & Wine. Ngoài ra, ông cũng đã xuất bản 18 quyển sách, trong số đó quyển La Technique đã được đánh giá cao bởi các người trong nghề và đã được dùng như một sách giáo khoa dùng để dạy ẩm thực Pháp. Hiện nay, chương trình Jacques Pépin: Fast Food My Way của ông (dựa vào quyển sách cùng tên) được chiếu trên kênh PBS.
Pépin đã được nhận hai tước danh dự của Pháp: Hiệp sĩ (Chevalier) của L'Ordre du Mérite Agricole vào năm 1992 và Hiệp sĩ của L'Ordre des Arts et des Lettres vào năm 1997. Vào tháng 10 năm 2004 ông được Chính phủ Pháp trao giải danh dự cao nhất của Pháp: Légion d'honneur.
Hiện nay Pépin là khoa trưởng (dean) về các chương trình đặc biệt tại Viện Ẩm thực Pháp (French Culinary Institute), một phân bộ của Trung tâm Ẩm thực Quốc tế (International Culinary Center), tại Thành phố New York. Ông và vợ, Gloria Pépin, đang sống tại Madison, Connecticut.

## Sách đã xuất bản
- Fast Food My Way (2004)
- The Apprentice: My Life in the Kitchen (2003)
- Jacques Pépin Celebrates (2001)
- Julia and Jacques: Cooking at Home (1999) (cùng với Julia Child và David Nussbaum)
- Jacques Pépin's Kitchen: Encore with Claudine (1998)
- The French Culinary Institute's Salute to Healthy Cooking (1998) (cùng với Alain Sailhac, André Soltner và Jacques Torres)
- Jacques Pépin's Kitchen: Cooking with Claudine (1996)
- Jacques Pépin's Table (1995)
- Cuisine Economique (1992)
- Today's Gourmet II (1992)
- Today's Gourmet (1991)
- Short-Cut Cook (1990)
- La Methode (1979)
- La Technique (1976)
- Jacques Pépin: A French Chef Cooks at Home (1975)